# Wazhma Frogh
Wazhma Frogh, född 1980, är en afghansk kvinnorättsaktivist.
Frogh blev tidigt medveten om diskrimineringen mot flickor i Afghanistan, då hennes far vägrade betala för hennes och systrarnas skolgång. Efter flykten till Peshawar i Pakistan med sin familj började Frogh undervisa hyresvärdens barn och fick en lön som sedan kunde finansiera den egna och systrarnas skolgång. 
I Pakistan började hon arbeta för tidningen Frontier där hon rapporterade om afghanska flyktingars situation i landet. Hon återvände till Afghanistan där hon kom att arbeta med att undersöka möjligheterna med att involvera kvinnor i fredsprocessen i landet och hon blev medlem i Afghan Women´s Network som arbetade i Kabul för att stötta kvinnor.
Frogh tilldelades International Women of Courage Award 2009 för sitt arbete med att bekämpa våld i nära relationer, våldtäkt och sexuella övergrepp i Afghanistan.
Frogh har en postgraduate fellow i International Development and Human Rights Law, vid Warwick University i Storbritannien.
2022 emigrerade Frogh till Kanada där hon fortsatte sitt arbete genom att bland annat skriva debattartiklar hos CNN och i Toronto Star.